# 15e étape du Tour d'Espagne 2024
Pour un article plus général, voir Tour d'Espagne 2024.
La 15e étape du Tour d'Espagne 2024 se déroule le dimanche 1er septembre 2024 entre Infiesto et Valgrande-Pajares dans les Asturies, sur une distance de 142 km.

## Parcours
Au départ de la localité d'Infierno faisant partie de la commune asturienne de Piloña, cette étape de montagne escalade deux fois l'Alto de Colladiella, un col de 1re catégorie dans les 90 premiers kilomètres, et se termine par l'arrivée au sommet du redoutable Cuitu Negru culminant à l'altitude de 1 843 m via le Puerto de Pajares, une montée finale de 19 kilomètres avec une pente moyenne de 7 % comprenant une section à 23 % en fin d'ascension.

## Déroulement de la course
Vingt-et-un coureurs parviennent à s'échapper en vue la deuxième ascension de la journée, l'Alto de Santo Emiliano. Cependant, l'échappée explose dans la seconde ascension de l'Alto de la Colladiella et sept hommes se retrouvent à l'avant de la course : Jay Vine et Pavel Sivakov (UAE Team Emirates), Stefan Küng et Quentin Pacher (Groupama-FDJ), Aleksandr Vlasov (Red Bull-Bora-Hansgrohe), Bruno Armirail (Decathlon AG2R La Mondiale) et Pablo Castrillo (Kern Pharma). Ces coureurs comptent un avantage de trois minutes au pied de l'ascension finale du Cuitu Negru. Très rapidement, ils ne sont plus que trois en tête : Sivakov, Vlasov et Castrillo. Sur les pentes les plus raides, à 3 kilomètres de l'arrivée, Castrillo attaque et part seul en tête. Vlasov s'accroche mais ne peut finalement revenir sur l'Espagnol qui signe un second succès sur cette Vuelta. Dans le groupe maillot rouge, Primož Roglič attaque aussi à 3 kilomètres du terme mais il est repris par Enric Mas alors que le maillot rouge Ben O'Connor limite les dégâts.

## Résultats

### Classement de l'étape
| \| Classement de l'étape \| Classement de l'étape \| Classement de l'étape \| Classement de l'étape \| Classement de l'étape \| \| Coureur \| Coureur \| Pays \| Équipe \| Temps \| \| --------------------- \| --------------------- \| --------------------- \| -------------------------- \| --------------------- \| \| 1er \| Pablo Castrillo \| Espagne \| Equipo Kern Pharma \| 3 h 45 min 51 s \| \| 2e \| Aleksandr Vlasov \| Bannière neutre \| Red Bull-Bora-Hansgrohe \| + 12 s \| \| 3e \| Pavel Sivakov \| France \| UAE Team Emirates \| + 31 s \| \| 4e \| Enric Mas \| Espagne \| Movistar Team \| + 1 min 04 s \| \| 5e \| Primož Roglič \| Slovénie \| Red Bull-Bora-Hansgrohe \| + 1 min 04 s \| \| 6e \| Mattias Skjelmose \| Danemark \| Lidl-Trek \| + 1 min 09 s \| \| 7e \| Richard Carapaz \| Équateur \| EF Education-EasyPost \| + 1 min 13 s \| \| 8e \| Sepp Kuss \| États-Unis \| Team Visma \\| Lease a Bike \| + 1 min 22 s \| \| 9e \| Mikel Landa \| Espagne \| Soudal Quick-Step \| + 1 min 27 s \| \| 10e \| David Gaudu \| France \| Groupama-FDJ \| + 1 min 37 s \| |                   |                 |                            |                 |
| |                   |                 |                            |                 |
| Source : ProCyclingStats |                   |                 |                            |                 |
| Classement de l'étape |                   |                 |                            |                 |
| Coureur | Coureur           | Pays            | Équipe                     | Temps           |
| 1er | Pablo Castrillo   | Espagne         | Equipo Kern Pharma         | 3 h 45 min 51 s |
| 2e | Aleksandr Vlasov  | Bannière neutre | Red Bull-Bora-Hansgrohe    | + 12 s          |
| 3e | Pavel Sivakov     | France          | UAE Team Emirates          | + 31 s          |
| 4e | Enric Mas         | Espagne         | Movistar Team              | + 1 min 04 s    |
| 5e | Primož Roglič     | Slovénie        | Red Bull-Bora-Hansgrohe    | + 1 min 04 s    |
| 6e | Mattias Skjelmose | Danemark        | Lidl-Trek                  | + 1 min 09 s    |
| 7e | Richard Carapaz   | Équateur        | EF Education-EasyPost      | + 1 min 13 s    |
| 8e | Sepp Kuss         | États-Unis      | Team Visma \| Lease a Bike | + 1 min 22 s    |
| 9e | Mikel Landa       | Espagne         | Soudal Quick-Step          | + 1 min 27 s    |
| 10e | David Gaudu       | France          | Groupama-FDJ               | + 1 min 37 s    |

### Points attribués pour le classement par points
| Sprint intermédiaire Pola de Lena (km 110,8) | Sprint intermédiaire Pola de Lena (km 110,8) | Sprint intermédiaire Pola de Lena (km 110,8) | Sprint intermédiaire Pola de Lena (km 110,8) | Sprint intermédiaire Pola de Lena (km 110,8) |
| -------------------------------------------- | -------------------------------------------- | -------------------------------------------- | -------------------------------------------- | -------------------------------------------- |
|                                              | Coureur                                      | Pays                                         | Équipe                                       | Point(s)                                     |
| 1er                                          | Pavel Sivakov                                | France                                       | UAE Team Emirates                            | 20                                           |
| 2e                                           | Aleksandr Vlasov                             |                                              | Red Bull-Bora-Hansgrohe                      | 17                                           |
| 3e                                           | Stefan Küng                                  | Suisse                                       | Groupama-FDJ                                 | 15                                           |
| 4e                                           | Jay Vine                                     | Australie                                    | UAE Team Emirates                            | 13                                           |
| 5e                                           | Bruno Armirail                               | France                                       | Decathlon-AG2R La Mondiale                   | 10                                           |
| modifier                                     |                                              |                                              |                                              |                                              |

| Arrivée d'étape Valgrande-Pajares. Cuitu Negru (km 143) | Arrivée d'étape Valgrande-Pajares. Cuitu Negru (km 143) | Arrivée d'étape Valgrande-Pajares. Cuitu Negru (km 143) | Arrivée d'étape Valgrande-Pajares. Cuitu Negru (km 143) | Arrivée d'étape Valgrande-Pajares. Cuitu Negru (km 143) |
| ------------------------------------------------------- | ------------------------------------------------------- | ------------------------------------------------------- | ------------------------------------------------------- | ------------------------------------------------------- |
|                                                         | Coureur                                                 | Pays                                                    | Équipe                                                  | Point(s)                                                |
| 1er                                                     | Pablo Castrillo                                         | Espagne                                                 | Equipo Kern Pharma                                      | 20                                                      |
| 2e                                                      | Aleksandr Vlasov                                        |                                                         | Red Bull-Bora-Hansgrohe                                 | 17                                                      |
| 3e                                                      | Pavel Sivakov                                           | France                                                  | UAE Team Emirates                                       | 15                                                      |
| 4e                                                      | Enric Mas                                               | Espagne                                                 | Movistar Team                                           | 13                                                      |
| 5e                                                      | Primož Roglič                                           | Slovénie                                                | Red Bull-Bora-Hansgrohe                                 | 11                                                      |
| 6e                                                      | Mattias Skjelmose                                       | Danemark                                                | Lidl-Trek                                               | 10                                                      |
| 7e                                                      | Richard Carapaz                                         | Équateur                                                | EF Education-EasyPost                                   | 9                                                       |
| 8e                                                      | Sepp Kuss                                               | États-Unis                                              | Team Visma - Lease a Bike                               | 8                                                       |
| 9e                                                      | Mikel Landa                                             | Espagne                                                 | Euskaltel-Euskadi                                       | 7                                                       |
| 10e                                                     | David Gaudu                                             | France                                                  | Groupama-FDJ                                            | 6                                                       |
| 11e                                                     | Ben O'Connor                                            | Australie                                               | Decathlon-AG2R La Mondiale                              | 5                                                       |
| 12e                                                     | Florian Lipowitz                                        | Allemagne                                               | Red Bull-Bora-Hansgrohe                                 | 4                                                       |
| 13e                                                     | Adam Yates                                              | Grande-Bretagne                                         | UAE Team Emirates                                       | 3                                                       |
| 14e                                                     | Eddie Dunbar                                            | Irlande                                                 | Team Jayco AlUla                                        | 2                                                       |
| 15e                                                     | Carlos Rodríguez                                        | Espagne                                                 | Ineos Grenadiers                                        | 1                                                       |
| modifier                                                |                                                         |                                                         |                                                         |                                                         |

| Coureur         | Pays     | Équipe                  | Points     |
| --------------- | -------- | ----------------------- | ---------- |
| Roger Adrià     | Espagne  | Red Bull-Bora-Hansgrohe | - 4 points |
| Daniel Martínez | Colombie | Red Bull-Bora-Hansgrohe | - 4 points |
| Primož Roglič   | Slovénie | Red Bull-Bora-Hansgrohe | - 4 points |

### Points attribués pour le classement du meilleur grimpeur
| Alto de la Colladiella (km 37,6) 1re catégorie (6,4 km à 8,2%) | Alto de la Colladiella (km 37,6) 1re catégorie (6,4 km à 8,2%) | Alto de la Colladiella (km 37,6) 1re catégorie (6,4 km à 8,2%) | Alto de la Colladiella (km 37,6) 1re catégorie (6,4 km à 8,2%) | Alto de la Colladiella (km 37,6) 1re catégorie (6,4 km à 8,2%) |
| -------------------------------------------------------------- | -------------------------------------------------------------- | -------------------------------------------------------------- | -------------------------------------------------------------- | -------------------------------------------------------------- |
|                                                                | Coureur                                                        | Pays                                                           | Équipe                                                         | Point(s)                                                       |
| 1er                                                            | Jay Vine                                                       | Australie                                                      | UAE Team Emirates                                              | 10                                                             |
| 2e                                                             | Marco Frigo                                                    | Italie                                                         | Israel-Premier Tech                                            | 6                                                              |
| 3e                                                             | Max Poole                                                      | Grande-Bretagne                                                | Team dsm-firmenich PostNL                                      | 4                                                              |
| 4e                                                             | Pablo Castrillo                                                | Espagne                                                        | Equipo Kern Pharma                                             | 2                                                              |
| 5e                                                             | Ion Izagirre                                                   | Espagne                                                        | Cofidis                                                        | 1                                                              |
| modifier                                                       |                                                                |                                                                |                                                                |                                                                |

| Alto de Santo Emiliano (km 64,9) 3e catégorie (5,6 km à 4,9%) | Alto de Santo Emiliano (km 64,9) 3e catégorie (5,6 km à 4,9%) | Alto de Santo Emiliano (km 64,9) 3e catégorie (5,6 km à 4,9%) | Alto de Santo Emiliano (km 64,9) 3e catégorie (5,6 km à 4,9%) | Alto de Santo Emiliano (km 64,9) 3e catégorie (5,6 km à 4,9%) |
| ------------------------------------------------------------- | ------------------------------------------------------------- | ------------------------------------------------------------- | ------------------------------------------------------------- | ------------------------------------------------------------- |
|                                                               | Coureur                                                       | Pays                                                          | Équipe                                                        | Point(s)                                                      |
| 1er                                                           | Jay Vine                                                      | Australie                                                     | UAE Team Emirates                                             | 3                                                             |
| 2e                                                            | Marc Soler                                                    | Espagne                                                       | UAE Team Emirates                                             | 2                                                             |
| 3e                                                            | Daniel Martínez                                               | Colombie                                                      | Red Bull-Bora-Hansgrohe                                       | 1                                                             |
| modifier                                                      |                                                               |                                                               |                                                               |                                                               |

| Alto de la Colladiella (km 87,9) 1re catégorie (6,4 km à 8,2%) | Alto de la Colladiella (km 87,9) 1re catégorie (6,4 km à 8,2%) | Alto de la Colladiella (km 87,9) 1re catégorie (6,4 km à 8,2%) | Alto de la Colladiella (km 87,9) 1re catégorie (6,4 km à 8,2%) | Alto de la Colladiella (km 87,9) 1re catégorie (6,4 km à 8,2%) |
| -------------------------------------------------------------- | -------------------------------------------------------------- | -------------------------------------------------------------- | -------------------------------------------------------------- | -------------------------------------------------------------- |
|                                                                | Coureur                                                        | Pays                                                           | Équipe                                                         | Point(s)                                                       |
| 1er                                                            | Jay Vine                                                       | Australie                                                      | UAE Team Emirates                                              | 10                                                             |
| 2e                                                             | Pavel Sivakov                                                  | France                                                         | UAE Team Emirates                                              | 6                                                              |
| 3e                                                             | Aleksandr Vlasov                                               |                                                                | Red Bull-Bora-Hansgrohe                                        | 4                                                              |
| 4e                                                             | Pablo Castrillo                                                | Espagne                                                        | Equipo Kern Pharma                                             | 2                                                              |
| 5e                                                             | Bruno Armirail                                                 | France                                                         | Decathlon-AG2R La Mondiale                                     | 1                                                              |
| modifier                                                       |                                                                |                                                                |                                                                |                                                                |

| Cuitu Negru (km 142,9) Hors catégorie (18,9 km à 7,4%) | Cuitu Negru (km 142,9) Hors catégorie (18,9 km à 7,4%) | Cuitu Negru (km 142,9) Hors catégorie (18,9 km à 7,4%) | Cuitu Negru (km 142,9) Hors catégorie (18,9 km à 7,4%) | Cuitu Negru (km 142,9) Hors catégorie (18,9 km à 7,4%) |
| ------------------------------------------------------ | ------------------------------------------------------ | ------------------------------------------------------ | ------------------------------------------------------ | ------------------------------------------------------ |
|                                                        | Coureur                                                | Pays                                                   | Équipe                                                 | Point(s)                                               |
| 1er                                                    | Pablo Castrillo                                        | Espagne                                                | Equipo Kern Pharma                                     | 20                                                     |
| 2e                                                     | Aleksandr Vlasov                                       |                                                        | Red Bull-Bora-Hansgrohe                                | 15                                                     |
| 3e                                                     | Pavel Sivakov                                          | France                                                 | UAE Team Emirates                                      | 10                                                     |
| 4e                                                     | Enric Mas                                              | Espagne                                                | Movistar Team                                          | 6                                                      |
| 5e                                                     | Primož Roglič                                          | Slovénie                                               | Red Bull-Bora-Hansgrohe                                | 4                                                      |
| 6e                                                     | Mattias Skjelmose                                      | Danemark                                               | Lidl-Trek                                              | 2                                                      |
| modifier                                               |                                                        |                                                        |                                                        |                                                        |

| Coureur         | Pays     | Équipe                  | Points     |
| --------------- | -------- | ----------------------- | ---------- |
| Roger Adrià     | Espagne  | Red Bull-Bora-Hansgrohe | - 4 points |
| Daniel Martínez | Colombie | Red Bull-Bora-Hansgrohe | - 4 points |
| Primož Roglič   | Slovénie | Red Bull-Bora-Hansgrohe | - 4 points |

### Bonifications et pénalités en temps
|   | Coureur          | Pays      | Équipe                  | Secondes |
| - | ---------------- | --------- | ----------------------- | -------- |
| 1 | Jay Vine         | Australie | UAE Team Emirates       | 6 s      |
| 2 | Pavel Sivakov    | France    | UAE Team Emirates       | 4 s      |
| 3 | Aleksandr Vlasov |           | Red Bull-Bora-Hansgrohe | 2 s      |

|   | Coureur          | Pays    | Équipe                  | Secondes |
| - | ---------------- | ------- | ----------------------- | -------- |
| 1 | Pablo Castrillo  | Espagne | Equipo Kern Pharma      | 10 s     |
| 2 | Aleksandr Vlasov |         | Red Bull-Bora-Hansgrohe | 6 s      |
| 3 | Pavel Sivakov    | France  | UAE Team Emirates       | 4 s      |

| Coureur         | Pays     | Équipe                  | Secondes |
| --------------- | -------- | ----------------------- | -------- |
| Roger Adrià     | Espagne  | Red Bull-Bora-Hansgrohe | - 20 s   |
| Daniel Martínez | Colombie | Red Bull-Bora-Hansgrohe | - 20 s   |
| Primož Roglič   | Slovénie | Red Bull-Bora-Hansgrohe | - 20 s   |

### Prix de la combativité
- Jay Vine (UAE Team Emirates )

## Classements à l'issue de l'étape

### Classement général
| \| Classement général \| Classement général \| Classement général \| Classement général \| Classement général \| \| Coureur \| Coureur \| Pays \| Équipe \| Temps \| \| ------------------ \| ------------------ \| ------------------ \| -------------------------- \| ------------------ \| \| 1er \| Ben O'Connor \| Australie \| Decathlon-AG2R La Mondiale \| 60 h 19 min 22 s \| \| 2e \| Primož Roglič \| Slovénie \| Red Bull-Bora-Hansgrohe \| + 1 min 03 s \| \| 3e \| Enric Mas \| Espagne \| Movistar Team \| + 2 min 23 s \| \| 4e \| Richard Carapaz \| Équateur \| EF Education-EasyPost \| + 2 min 44 s \| \| 5e \| Mikel Landa \| Espagne \| Soudal Quick-Step \| + 3 min 05 s \| \| 6e \| Florian Lipowitz \| Allemagne \| Red Bull-Bora-Hansgrohe \| + 4 min 33 s \| \| 7e \| David Gaudu \| France \| Groupama-FDJ \| + 4 min 39 s \| \| 8e \| Carlos Rodríguez \| Espagne \| Ineos Grenadiers \| + 4 min 40 s \| \| 9e \| Mattias Skjelmose \| Danemark \| Lidl-Trek \| + 4 min 51 s \| \| 10e \| Pavel Sivakov \| France \| UAE Team Emirates \| + 5 min 12 s \| |                   |           |                            |                  |
| |                   |           |                            |                  |
| Source : ProCyclingStats |                   |           |                            |                  |
| Classement général |                   |           |                            |                  |
| Coureur | Coureur           | Pays      | Équipe                     | Temps            |
| 1er | Ben O'Connor      | Australie | Decathlon-AG2R La Mondiale | 60 h 19 min 22 s |
| 2e | Primož Roglič     | Slovénie  | Red Bull-Bora-Hansgrohe    | + 1 min 03 s     |
| 3e | Enric Mas         | Espagne   | Movistar Team              | + 2 min 23 s     |
| 4e | Richard Carapaz   | Équateur  | EF Education-EasyPost      | + 2 min 44 s     |
| 5e | Mikel Landa       | Espagne   | Soudal Quick-Step          | + 3 min 05 s     |
| 6e | Florian Lipowitz  | Allemagne | Red Bull-Bora-Hansgrohe    | + 4 min 33 s     |
| 7e | David Gaudu       | France    | Groupama-FDJ               | + 4 min 39 s     |
| 8e | Carlos Rodríguez  | Espagne   | Ineos Grenadiers           | + 4 min 40 s     |
| 9e | Mattias Skjelmose | Danemark  | Lidl-Trek                  | + 4 min 51 s     |
| 10e | Pavel Sivakov     | France    | UAE Team Emirates          | + 5 min 12 s     |

| Classement par points | Classement par points | Classement par points | Classement par points      | Classement par points |
| Coureur               | Coureur               | Pays                  | Équipe                     | Points                |
| --------------------- | --------------------- | --------------------- | -------------------------- | --------------------- |
| 1er                   | Wout van Aert         | Belgique              | Team Visma \| Lease a Bike | 291 pts               |
| 2e                    | Kaden Groves          | Australie             | Alpecin-Deceuninck         | 182 pts               |
| 3e                    | Harold Tejada         | Colombie              | Astana Qazaqstan Team      | 95 pts                |
| 4e                    | Pablo Castrillo       | Espagne               | Equipo Kern Pharma         | 93 pts                |
| 5e                    | Pavel Bittner         | Tchéquie              | Team dsm-firmenich PostNL  | 81 pts                |
| 6e                    | Stefan Küng           | Suisse                | Groupama-FDJ               | 74 pts                |
| 7e                    | Primož Roglič         | Slovénie              | Red Bull-Bora-Hansgrohe    | 73 pts                |
| 8e                    | Ben O'Connor          | Australie             | Decathlon-AG2R La Mondiale | 73 pts                |
| 9e                    | Mathias Vacek         | Tchéquie              | Lidl-Trek                  | 70 pts                |
| 10e                   | Jhonatan Narváez      | Équateur              | Ineos Grenadiers           | 67 pts                |

| Classement par points | Classement par points | Classement par points | Classement par points      | Classement par points |
| Coureur               | Coureur               | Pays                  | Équipe                     | Points                |
| --------------------- | --------------------- | --------------------- | -------------------------- | --------------------- |
| 1er                   | Wout van Aert         | Belgique              | Team Visma \| Lease a Bike | 291 pts               |
| 2e                    | Kaden Groves          | Australie             | Alpecin-Deceuninck         | 182 pts               |
| 3e                    | Harold Tejada         | Colombie              | Astana Qazaqstan Team      | 95 pts                |
| 4e                    | Pablo Castrillo       | Espagne               | Equipo Kern Pharma         | 93 pts                |
| 5e                    | Pavel Bittner         | Tchéquie              | Team dsm-firmenich PostNL  | 81 pts                |
| 6e                    | Stefan Küng           | Suisse                | Groupama-FDJ               | 74 pts                |
| 7e                    | Primož Roglič         | Slovénie              | Red Bull-Bora-Hansgrohe    | 73 pts                |
| 8e                    | Ben O'Connor          | Australie             | Decathlon-AG2R La Mondiale | 73 pts                |
| 9e                    | Mathias Vacek         | Tchéquie              | Lidl-Trek                  | 70 pts                |
| 10e                   | Jhonatan Narváez      | Équateur              | Ineos Grenadiers           | 67 pts                |

| Classement de la montagne | Classement de la montagne | Classement de la montagne | Classement de la montagne  | Classement de la montagne |
| Coureur                   | Coureur                   | Pays                      | Équipe                     | Points                    |
| ------------------------- | ------------------------- | ------------------------- | -------------------------- | ------------------------- |
| 1er                       | Wout van Aert             | Belgique                  | Team Visma \| Lease a Bike | 46 pts                    |
| 2e                        | Jay Vine                  | Australie                 | UAE Team Emirates          | 46 pts                    |
| 3e                        | Pablo Castrillo           | Espagne                   | Equipo Kern Pharma         | 37 pts                    |
| 4e                        | Marc Soler                | Espagne                   | UAE Team Emirates          | 25 pts                    |
| 5e                        | Adam Yates                | Royaume-Uni               | UAE Team Emirates          | 22 pts                    |
| 6e                        | Marco Frigo               | Italie                    | Israel-Premier Tech        | 22 pts                    |
| 7e                        | Aleksandr Vlasov          | Bannière neutre           | Red Bull-Bora-Hansgrohe    | 19 pts                    |
| 8e                        | Primož Roglič             | Slovénie                  | Red Bull-Bora-Hansgrohe    | 18 pts                    |
| 9e                        | David Gaudu               | France                    | Groupama-FDJ               | 18 pts                    |
| 10e                       | Sylvain Moniquet          | Belgique                  | Lotto Dstny                | 17 pts                    |

| Classement de la montagne | Classement de la montagne | Classement de la montagne | Classement de la montagne  | Classement de la montagne |
| Coureur                   | Coureur                   | Pays                      | Équipe                     | Points                    |
| ------------------------- | ------------------------- | ------------------------- | -------------------------- | ------------------------- |
| 1er                       | Wout van Aert             | Belgique                  | Team Visma \| Lease a Bike | 46 pts                    |
| 2e                        | Jay Vine                  | Australie                 | UAE Team Emirates          | 46 pts                    |
| 3e                        | Pablo Castrillo           | Espagne                   | Equipo Kern Pharma         | 37 pts                    |
| 4e                        | Marc Soler                | Espagne                   | UAE Team Emirates          | 25 pts                    |
| 5e                        | Adam Yates                | Royaume-Uni               | UAE Team Emirates          | 22 pts                    |
| 6e                        | Marco Frigo               | Italie                    | Israel-Premier Tech        | 22 pts                    |
| 7e                        | Aleksandr Vlasov          | Bannière neutre           | Red Bull-Bora-Hansgrohe    | 19 pts                    |
| 8e                        | Primož Roglič             | Slovénie                  | Red Bull-Bora-Hansgrohe    | 18 pts                    |
| 9e                        | David Gaudu               | France                    | Groupama-FDJ               | 18 pts                    |
| 10e                       | Sylvain Moniquet          | Belgique                  | Lotto Dstny                | 17 pts                    |

| Classement du meilleur jeune | Classement du meilleur jeune | Classement du meilleur jeune | Classement du meilleur jeune | Classement du meilleur jeune |
| Coureur                      | Coureur                      | Pays                         | Équipe                       | Temps                        |
| ---------------------------- | ---------------------------- | ---------------------------- | ---------------------------- | ---------------------------- |
| 1er                          | Florian Lipowitz             | Allemagne                    | Red Bull-Bora-Hansgrohe      | 60 h 23 min 55 s             |
| 2e                           | Carlos Rodríguez             | Espagne                      | Ineos Grenadiers             | + 7 s                        |
| 3e                           | Mattias Skjelmose            | Danemark                     | Lidl-Trek                    | + 18 s                       |
| 4e                           | Matthew Riccitello           | États-Unis                   | Israel-Premier Tech          | + 56 min 03 s                |
| 5e                           | Mauri Vansevenant            | Belgique                     | Soudal Quick-Step            | + 1 h 07 min 14 s            |
| 6e                           | Giovanni Aleotti             | Italie                       | Red Bull-Bora-Hansgrohe      | + 1 h 12 min 06 s            |
| 7e                           | Max Poole                    | Royaume-Uni                  | Team dsm-firmenich PostNL    | + 1 h 16 min 11 s            |
| 8e                           | William Junior Lecerf        | Belgique                     | Soudal Quick-Step            | + 1 h 21 min 29 s            |
| 9e                           | Isaac Del Toro               | Mexique                      | UAE Team Emirates            | + 1 h 29 min 34 s            |
| 10e                          | Valentin Paret-Peintre       | France                       | Decathlon-AG2R La Mondiale   | + 1 h 30 min 38 s            |

| Classement du meilleur jeune | Classement du meilleur jeune | Classement du meilleur jeune | Classement du meilleur jeune | Classement du meilleur jeune |
| Coureur                      | Coureur                      | Pays                         | Équipe                       | Temps                        |
| ---------------------------- | ---------------------------- | ---------------------------- | ---------------------------- | ---------------------------- |
| 1er                          | Florian Lipowitz             | Allemagne                    | Red Bull-Bora-Hansgrohe      | 60 h 23 min 55 s             |
| 2e                           | Carlos Rodríguez             | Espagne                      | Ineos Grenadiers             | + 7 s                        |
| 3e                           | Mattias Skjelmose            | Danemark                     | Lidl-Trek                    | + 18 s                       |
| 4e                           | Matthew Riccitello           | États-Unis                   | Israel-Premier Tech          | + 56 min 03 s                |
| 5e                           | Mauri Vansevenant            | Belgique                     | Soudal Quick-Step            | + 1 h 07 min 14 s            |
| 6e                           | Giovanni Aleotti             | Italie                       | Red Bull-Bora-Hansgrohe      | + 1 h 12 min 06 s            |
| 7e                           | Max Poole                    | Royaume-Uni                  | Team dsm-firmenich PostNL    | + 1 h 16 min 11 s            |
| 8e                           | William Junior Lecerf        | Belgique                     | Soudal Quick-Step            | + 1 h 21 min 29 s            |
| 9e                           | Isaac Del Toro               | Mexique                      | UAE Team Emirates            | + 1 h 29 min 34 s            |
| 10e                          | Valentin Paret-Peintre       | France                       | Decathlon-AG2R La Mondiale   | + 1 h 30 min 38 s            |

| Classement par équipes | Classement par équipes     | Classement par équipes | Classement par équipes |
| Équipe                 | Équipe                     | Pays                   | Temps                  |
| ---------------------- | -------------------------- | ---------------------- | ---------------------- |
| 1re                    | UAE Team Emirates          | Émirats arabes unis    | 180 h 41 min 51 s      |
| 2e                     | Red Bull-Bora-Hansgrohe    | Allemagne              | + 31 min 08 s          |
| 3e                     | Decathlon-AG2R La Mondiale | France                 | + 57 min 52 s          |
| 4e                     | Team Visma \| Lease a Bike | Pays-Bas               | + 1 h 12 min 50 s      |
| 5e                     | Groupama-FDJ               | France                 | + 1 h 19 min 49 s      |
| 6e                     | Lidl-Trek                  | États-Unis             | + 1 h 21 min 18 s      |
| 7e                     | Soudal Quick-Step          | Belgique               | + 1 h 30 min 31 s      |
| 8e                     | Ineos Grenadiers           | Royaume-Uni            | + 1 h 41 min 08 s      |
| 9e                     | Equipo Kern Pharma         | Espagne                | + 1 h 54 min 33 s      |
| 10e                    | Israel-Premier Tech        | Israël                 | + 1 h 59 min 15 s      |

| Classement par équipes | Classement par équipes     | Classement par équipes | Classement par équipes |
| Équipe                 | Équipe                     | Pays                   | Temps                  |
| ---------------------- | -------------------------- | ---------------------- | ---------------------- |
| 1re                    | UAE Team Emirates          | Émirats arabes unis    | 180 h 41 min 51 s      |
| 2e                     | Red Bull-Bora-Hansgrohe    | Allemagne              | + 31 min 08 s          |
| 3e                     | Decathlon-AG2R La Mondiale | France                 | + 57 min 52 s          |
| 4e                     | Team Visma \| Lease a Bike | Pays-Bas               | + 1 h 12 min 50 s      |
| 5e                     | Groupama-FDJ               | France                 | + 1 h 19 min 49 s      |
| 6e                     | Lidl-Trek                  | États-Unis             | + 1 h 21 min 18 s      |
| 7e                     | Soudal Quick-Step          | Belgique               | + 1 h 30 min 31 s      |
| 8e                     | Ineos Grenadiers           | Royaume-Uni            | + 1 h 41 min 08 s      |
| 9e                     | Equipo Kern Pharma         | Espagne                | + 1 h 54 min 33 s      |
| 10e                    | Israel-Premier Tech        | Israël                 | + 1 h 59 min 15 s      |

### Sanctions au classement UCI
|  |

| Coureur         | Pays     | Équipe                  | Points      |
| --------------- | -------- | ----------------------- | ----------- |
| Roger Adrià     | Espagne  | Red Bull-Bora-Hansgrohe | - 15 points |
| Daniel Martínez | Colombie | Red Bull-Bora-Hansgrohe | - 15 points |
| Primož Roglič   | Slovénie | Red Bull-Bora-Hansgrohe | - 15 points |

## Abandons
Deux coureurs ont abandonné au cours de l'étape : 
- Cian Uijtdebroeks (Visma-Lease a Bike) : non-partant
- Pelayo Sánchez (Movistar) : abandon